# Kočín-Lančár
Kočín-Lančár é um município da Eslováquia, situado no distrito de Piešťany, na região de Trnava. Tem 13,12 km² de área e sua população em 2018 foi estimada em 519 habitantes.

## Demografia
| Ano:        | 1994 | 2004   | 2014   | 2024   |
| ----------- | ---- | ------ | ------ | ------ |
| Broj ljudi: | 542  | 521    | 525    | 503    |
| Razlika:    |      | -3,87% | +0,76% | -4,19% |

| Ano:               | 2023 | 2024 |
| ------------------ | ---- | ---- |
| Número de pessoas: | 503  | 503  |
| Diferença:         |      | +0%  |